# Économie du Laos
Le Laos est peuplé de 5,5 millions d'habitants, dont 85 % vivent dans les zones rurales. Son économie est la plus petite de tous les pays d'Asie du Sud-Est.

## Généralités
Un démarrage économique sérieux ne peut être envisageable sans le développement des infrastructures actuellement axé sur le réseau routier et les télécommunications. L'ensemble du réseau d'infrastructures reste cependant modeste : pas de chemin de fer, presque pas de réseau téléphonique, peu de routes.
Le Laos s'est ouvert en 1986 aux « nouveaux mécanismes économiques ». Le Code des Investissements a été promulgué dans la foulée en 1988. Celui-ci ouvre largement l’économie aux participations étrangères et valorise les notions de profit, de rentabilité et de productivité. L’entreprise privée est depuis lors considérée comme le centre du « nouveau système de gestion économique ». Un premier Programme d'ajustement structurel a été adopté en 1989 avec le soutien du FMI et de la Banque mondiale. Les investissements étrangers restent modestes et se portent sur les métiers du tourisme (hôtellerie, restauration, les services, si l'on excepte les grands projets du type du barrage hydroélectrique de Nam Theun 2 dont Électricité de France est l'un des principaux partenaires. 
La stabilité macroéconomique en termes de change et d'inflation semble se maintenir et le Laos bénéficie actuellement de l'assistance technique de la Banque asiatique de développement (ADB) pour entreprendre les réformes du secteur bancaire.
Avec un revenu par tête de 300 dollars, le Laos est un des pays les plus pauvres du monde. L’aide internationale assure un tiers du budget national.
Le septième plan quinquennal de développement socio-économique national (2011-2015), a pour objectif d'éradiquer la pauvreté, de préparer l'abandon du statut de pays moins avancé en 2020 et de poser les bases de l'industrialisation et de la modernisation du Laos.

## Agriculture
Le secteur agricole est le plus important et représente 52 % du PIB.
Principale source de revenus du pays, il occupe 85 % de la population active. Les terres cultivables (4 %) sont essentiellement vouées à la riziculture. Les principales cultures sont vivrières (riz, maïs, fécules), tandis que le café, les arachides (cacahuètes), le coton et le tabac sont destinés à la commercialisation. Inclus dans le Triangle d'or, le Laos est le troisième producteur mondial d'opium derrière l'Afghanistan et la Birmanie voisine.

### Élevage
Buffles, bovins, porcs, chèvres, moutons et volailles.

### Exploitation forestière
L'exploitation des produits du bois représentait environ un tiers des exportations du pays dans les années 1990. La déforestation se poursuit sur un rythme important malgré l'interdiction d'exportation du bois brut prise en 2004.

## Industrie
L'industrie produit 22 % du PIB, et est pour l'essentiel récente. Elle est composée essentiellement d'entreprises des secteurs textile, exploitation du bois, de l'industrie agroalimentaire et de la production d'énergie hydroélectrique. Le sous-sol, quoique riche en ressources, nécessiterait de gros investissements pour avoir une production rentable. Il contient baryte, étain, charbon, gypse et saphirs. Il y a quelques fours à chaux, destinés à un marché local.
La forêt recouvre 90 % du pays, et son exploitation pourrait être une source appréciable de revenus pour le pays, s'il trouve un débouché (le pays n'a pas d'accès à la mer).

## Énergie
La production d'électricité par des centrales hydroélectriques telles que le barrage de Nam Theun 2 est un atout important puisque le Laos approvisionnera ses voisins dont certains (Chine, Thaïlande, Viêt Nam, Cambodge) sont en forte croissance et ont une demande en énergie qui ne cesse de progresser. Ce projet de développement durable se heurte à plusieurs inconnues, notamment l’impact qu’il pourra avoir sur l’environnement au cœur de la forêt laotienne et le relogement de 6 000 personnes déplacées.

## Secteur tertiaire

### Tourisme
Le tourisme représente la première source de devises du Laos (chiffres 2005), devant l'hydroélectricité. Plus de 1,6 million de touristes ont visité le pays en 2007 ; plus de 2,5 millions de touristes ont visité le pays en 2010, produisant un revenu de plus de 380 millions de dollars. Les prévisions du gouvernement sont de plus de 3,5 millions de touristes en 2015, pour un revenu de presque 500 millions de dollars, et de plus de 4 millions en 2020, pour un peu plus de 620 millions de dollars. L'essentiel des touristes est constitué de ressortissants des pays de l'ASEAN.

### Commerce et investissements étrangers
Le pays retourne progressivement au libre échange et à l'entreprise privée depuis la libéralisation des lois sur les investissements étrangers et l'admission du Laos à l'ASEAN en 1997. Le pays a adhéré à l'Organisation mondiale du commerce le 2 février 2013. La bourse de Vientiane, ouverte le 10 octobre 2010, a commencé ses cotations le 11 janvier 2011. C'est une coentreprise avec la Corée du Sud, qui bénéficie de l'aide technique de la Thaïlande.
En 2004, l'Australie est le quatrième investisseur du pays, avec 48 projets totalisant 324 millions de dollars. Le Japon et la Chine sont également de gros investisseurs au Laos.
Le Japon est de loin celui qui apporte l'aide économique la plus importante (18 millions de dollars en 1999).
Le principal fournisseur est la Thaïlande (64 % des importations).
Les principaux clients sont : Thaïlande (20 %), France (8 %), Japon (3 %).